# Thyropygus galianoae
Thyropygus galianoae är en mångfotingart som beskrevs av Demange 1961. Thyropygus galianoae ingår i släktet Thyropygus och familjen Harpagophoridae. Inga underarter finns listade i Catalogue of Life.